# Theodor Kästner
Karl Theodor Kästner (* 22. Juni 1835 in Crimmitschau; † 30. Januar 1900 in Glauchau) war ein deutscher Baumeister und nationalliberaler Politiker.
Der Sohn eines Schneidermeisters ließ sich nach Besuch der Volksschule und seiner Ausbildung als Baumeister in Glauchau nieder. Dort bekleidete er 1888 das Amt des Stadtverordnetenvorstehers und gehörte später dem Stadtrat an. Kästner vertrat von 1891 bis 1897 den 15. städtischen Wahlkreis in der II. Kammer des Sächsischen Landtags.
Kästner verstarb 1900 im Alter von 64 Jahren.